# Bremgarten
Bremgarten es una comuna y ciudad histórica suiza del cantón de Argovia, capital del distrito de Bremgarten. Limita al norte con las comunas de Fischbach-Göslikon y Eggenwil, al noreste con Widen, al este con Zufikon, al sureste con Unterlunkhofen, al sur con Rottenschwil y Besenbüren, al suroeste con Bünzen y Waltenschwil, y al oeste con Wohlen.
La comuna actual incluye desde el 1 de enero de 2014 a la antigua comuna de Hermetschwil-Staffeln.

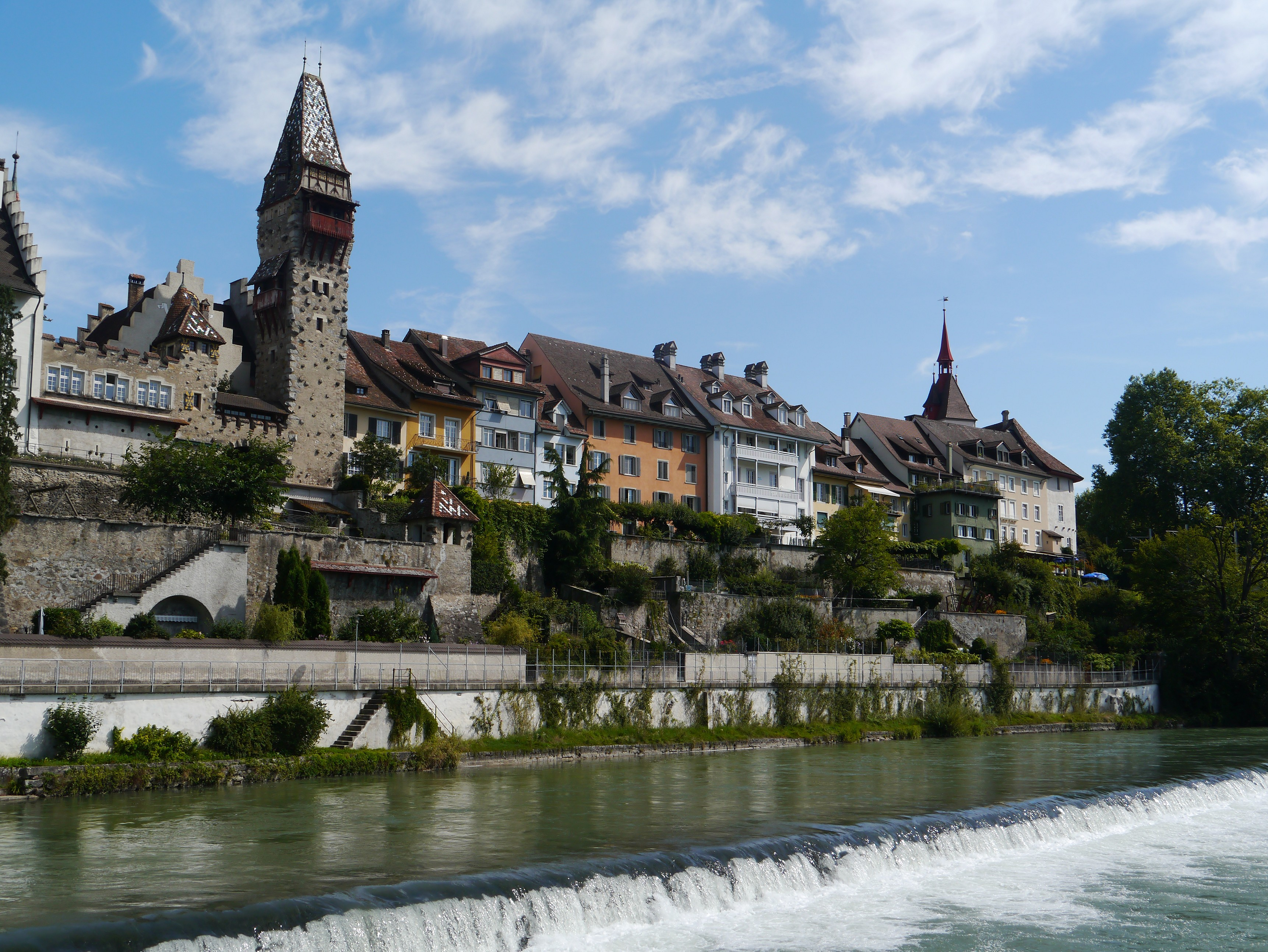
Ciudad vieja de Bremgarten.